# Piper edwallii
Piper edwallii är en pepparväxtart som beskrevs av Truman George Yuncker. Piper edwallii ingår i släktet Piper och familjen pepparväxter. Inga underarter finns listade i Catalogue of Life.